# Селе (Словень Градець)
Селе (словен. Sele) — поселення в общині Словень Градець, Регіон Корошка, Словенія. Висота над рівнем моря: 639,6 м.